# 4-HO-MET
4-HO-MET, 4-hydroxi-N-metyl-N-etyltryptamin eller metocin, C13H18N2O, är en tryptamin och aktiv analog till psilocin med snarlika effekter. Ämnet är känt på grund av dess psykedeliska egenskaper, som liknar psykedeliska svampar (till exempel toppslätskivling) väldigt mycket.
4-HO-MET är från och med 1 maj 2012 klassat som narkotika i Sverige.